# Quinho do Salgueiro
Melquisedeque Marins Marques, mais conhecido como Quinho do Salgueiro (Rio de Janeiro, 6 de maio de 1957 — Rio de Janeiro, 3 de janeiro de 2024) foi um intérprete de samba-enredo.

## Biografia
Começou no bloco Boi da Freguesia, sendo chamado para compor o carro de som de Aroldo Melodia na União da Ilha. Na Ilha, teve sua estréia como cantor principal em 1988, ficando até 1991.
Mas, foi no Salgueiro onde teve maior destaque, puxando o samba Peguei um Ita no Norte em 1993. Em 1994, voltou a União da Ilha, numa negociação duvidada por todos, sendo tirado da então atual campeã, Salgueiro, pelo presidente da União da Ilha a época, Jorge Taufie Gazelle, por uma soma grande de dinheiro, além de alguns carros. No ano seguinte, retornou ao Salgueiro, onde ficou até 1999. Neste período, Quinho defendeu o samba do Dendê, sendo vice-campeã do Grupo de acesso em 1996 com o enredo Prédio Roubado, Ponha-se na Rua... Ora pois pois.
Em 2000, foi pra São Paulo defender a Rosas de Ouro. No ano seguinte, retorna ao Rio de Janeiro, mais precisamente para a Grande Rio, onde permaneceu por dois anos. Em 2003, ano do Cinquentenário do Salgueiro, voltou para agremiação, onde 2009 ganhou mais um título, cantando o enredo Tambor, levantando toda a Marquês de Sapucaí. Em 2010, após o carnaval, quase saiu, devido a fatores internos, mas decidiu ficar após conversa com a diretoria da escola. A partir de 2011, canta ao lado de Leonardo Bessa e Serginho do Porto.
Em 2005, foi pra Porto Alegre, defender a escola de samba Vila do IAPI. De 2008 a 2010, foi cantor da Vila Maria , junto com Baby e Fernandinho SP. Em 2011, desfilou na escola Tamandaré, de Guaratinguetá. Em 2012, além de ser cantor do Salgueiro, Quinho retornou à Vila Maria, integrando o carro de som comandado pelo também consagrado Nêgo.
Para surpresa de muitos, Quinho chegou a inscrever chapa nas eleições presidenciais do Salgueiro, algo que até já se havia especulado, depois de dar algumas declarações de insatisfação com a atual administração, entretanto, sua candidatura acabou impugnada pela comissão eleitoral da escola. Posteriormente, com a reeleição de Regina Celi, acabou por deixar a escola.
No carnaval 2015, foi cotado para ser um dos intérpretes oficiais da Estácio, mas recusou estar na tradicional agremiação do Morro de São Carlos, Entretanto, Quinho desfilou e dividiu os microfones principais da Peruche e Império da Tijuca, respectivamente com Toninho Penteado e Pixulé.
Para o carnaval 2018, foi anunciado como intérprete da Santa Cruz, e do Império de Fátima. e após intensa disputa judicial pelo comando do Salgueiro, foi oficializado o seu retorno, agora dividindo o carro de som com Emerson Dias.
Antes da primeira hora completa do dia 4 de janeiro de 2024, a Acadêmicos do Salgueiro anunciou, nas redes sociais da escola, a sua morte. O lendário intérprete lutava contra um câncer de próstata desde 2022 e a causa do falecimento foi insuficiência respiratória. Seu corpo foi velado na quadra do Salgueiro e sepultado no Cemitério da Cacuia, na Ilha do Governador. Escolas de samba, artistas, sambistas e instituições lamentaram a partida de Quinho. Em nota, o Ministério da Cultura afirmou que "A música brasileira se despede, assim, de um dos maiores ícones do Carnaval carioca". Será enredo do Boi da Ilha do Governador no Carnaval de 2025.

## Títulos e estatísticas
|                  | Campeão        | Vice                | Terceiro       |
| ---------------- | -------------- | ------------------- | -------------- |
| Primeira Divisão | 1993 2009 2010 | 1991 2008 2012 2014 | 1989 2000 2008 |
| Segunda Divisão  | 2015           | —                   | —              |
| Terceira Divisão | 2018           | —                   | —              |